# Tschenistsqali
Tschenistsqali (georgiska: ცხენისწყალი) är ett vattendrag i Georgien. Det ligger i den västra delen av landet, 210 km väster om huvudstaden Tbilisi. Tschenistsqali mynnar som högerbiflod i Rioni.